# 十時啓視
十時 啓視（ととき けいし、1936年4月25日 - 2001年9月27日）は、光写真印刷株式会社の元社長。プロ野球選手。引退後の姓は「惟村（これむら）」。

## 来歴・人物
山口県岩国市出身。岩国高校では、1953年秋季中国大会準決勝に進むが、広島観音高に延長13回サヨナラ負け。翌1954年夏の甲子園県予選でも準決勝に進むが、萩高に延長16回敗退、甲子園には出場できなかった。
卒業後、1955年に読売ジャイアンツに入団。1956年に一軍に上がり、8月から右翼手として16試合に先発出場。同年の西鉄との日本シリーズは4試合に出場し2四球を選ぶ。1957年の西鉄との日本シリーズでは第1戦、第4戦に代打で起用され連続安打。第5戦では3回に岩本尭に代わり打席に入り、若生忠男から同点本塁打を放つ。そのまま右翼手に入り次打席でも安打を記録した。1958年の西鉄との3度目の日本シリーズでも1試合に代打で出場。レギュラー定着には至らなかったものの、外野の控えや代打の切り札として存在感を見せた。
1960年に千葉茂監督に請われて近鉄バファローに移籍。同年は開幕直後から右翼手として起用され、後半は失速するものの56試合に先発、5本塁打、20打点のキャリアハイを記録した。翌1961年も準レギュラーとして起用されるが、千葉の監督退任と同時に退団。
引退後は光写真印刷の副社長を経て、1971年同社長に就任した。2001年9月27日に肺梗塞のため死去。

## 選手としての特徴
ヤジ将軍で、大きなドラ声で勘所を押さえた気の利いたヤジを発しベンチを盛り上げていた。西鉄との日本シリーズで、気の弱い堀内庄が投げている時に、ピンチの場面で打者として熊でも腰を抜かしそうな恐ろしい顔をした中西太が登場。そこで、ベンチが投手交代の準備に動き始めた瞬間、十時が堀内に対して「へーい、ピッチャー、顔見るな！」と声をかける。中西は気にしていることを満員の観客の前で言われて頭に血が上り、堀内の顔を見ずに気楽に投げる投球にはぐらかされて、三振してしまったという。
打撃は後年の掛布雅之に似たタイプで、時々長打力を見せたもののそれほどシュアではなく、変化球に弱かった。

## 詳細情報

### 年度別打撃成績
| 年 度     | 球 団     | 試 合 | 打 席 | 打 数 | 得 点 | 安 打 | 二 塁 打 | 三 塁 打 | 本 塁 打 | 塁 打 | 打 点 | 盗 塁 | 盗 塁 死 | 犠 打 | 犠 飛 | 四 球 | 敬 遠 | 死 球 | 三 振 | 併 殺 打 | 打 率 | 出 塁 率 | 長 打 率 | O P S |
| --------- | --------- | ----- | ----- | ----- | ----- | ----- | -------- | -------- | -------- | ----- | ----- | ----- | -------- | ----- | ----- | ----- | ----- | ----- | ----- | -------- | ----- | -------- | -------- | ----- |
| 1956      | 巨人      | 32    | 50    | 45    | 6     | 12    | 1        | 1        | 1        | 18    | 5     | 1     | 3        | 0     | 0     | 3     | 0     | 2     | 11    | 0        | .267  | .340     | .400     | .740  |
| 1957      | 巨人      | 39    | 41    | 39    | 3     | 7     | 1        | 0        | 1        | 11    | 4     | 1     | 0        | 0     | 0     | 2     | 0     | 0     | 15    | 0        | .179  | .220     | .282     | .502  |
| 1958      | 巨人      | 29    | 25    | 24    | 0     | 2     | 1        | 0        | 0        | 3     | 0     | 0     | 0        | 0     | 0     | 1     | 0     | 0     | 8     | 0        | .083  | .120     | .125     | .245  |
| 1959      | 巨人      | 15    | 14    | 11    | 1     | 1     | 0        | 0        | 0        | 1     | 0     | 0     | 0        | 1     | 0     | 2     | 0     | 0     | 5     | 0        | .091  | .231     | .091     | .322  |
| 1960      | 近鉄      | 101   | 241   | 222   | 22    | 45    | 6        | 2        | 5        | 70    | 20    | 5     | 4        | 2     | 1     | 16    | 1     | 0     | 75    | 3        | .203  | .256     | .315     | .572  |
| 1961      | 近鉄      | 90    | 105   | 99    | 9     | 21    | 7        | 0        | 0        | 28    | 5     | 0     | 3        | 0     | 0     | 6     | 1     | 0     | 26    | 1        | .212  | .257     | .283     | .540  |
| 通算：6年 | 通算：6年 | 306   | 476   | 440   | 41    | 88    | 16       | 3        | 7        | 131   | 34    | 7     | 10       | 3     | 1     | 30    | 2     | 2     | 140   | 4        | .200  | .254     | .298     | .552  |

### 記録
- 初出場：1956年3月24日、対中日ドラゴンズ1回戦（後楽園球場）、8回裏に平井三郎の代打として出場、杉下茂の前に三振
- 初安打：1956年3月31日、対中日ドラゴンズ4回戦（中日球場）、8回表に堀内庄の代打として出場、徳永喜久夫から単打
- 初先発出場：1956年8月21日、対国鉄スワローズ14回戦（後楽園球場）、1番・右翼手で先発出場
- 初本塁打：1956年9月19日、対大洋ホエールズ26回戦（川崎球場）、8回表に平井三郎の代打として出場、大石正彦からソロ

### 背番号
- 37 （1955年 - 1959年）
- 8 （1960年 - 1961年）